# فيل (دوعن)

'

تعديل مصدري - تعديل

فيل هي إحدى قرى عزلة صيف بمديرية دوعن التابعة لمحافظة حضرموت، بلغ تعداد سكانها 187 نسمة حسب تعداد اليمن لعام 2004.